# Туя западная 'Смарагд'
Туя западная 'Смарагд' (Thuja occidentalis 'Smaragd') — сорт туи западной (Thuja occidentalis).
Один из наилучших конических сортов туи, характеризующийся умеренным ростом.

## Характеристика сорта
В возрасте 10 лет высота растений около 2,5 м. Высота взрослых растений 4—6 м, диаметр кроны 1—1,8 м. По другим данным: высота до 3,6 м, ширина до 1,2 м. Растёт медленно. Ежегодный прирост в высоту около 10 см, в ширину около 4 см.
Крона конусовидная, узко-коническая, средней плотности, ветвится слабо. Побеги расположены в вертикальной плоскости. Веточки расположены относительно далеко друг от друга, глянцевые, светло-зелёные летом и зимой. Хорошо поддаётся обрезке.
Листья чешуйчастые, свеже-зелёные, яркие, блестящие. Латериальные листья с прямой спинкой, прямой и острой верхушкой и прямым краем. Фациальные листья с тупой верхушкой и мелкой, почти незаметной желёзкой на спинке. Листья ростовых побегов с игловидными верхушками и более заметными желёзками на спинке. Устьичные полоски жёлтые в виде размытых пятен. Чётковидных побегов нет.
Шишки редкие продолговато-яйцевидные, коричневые, длиной около 1 см.
Хорошо растет на дачных участках, переносит загазованность городской черты.

## В культуре

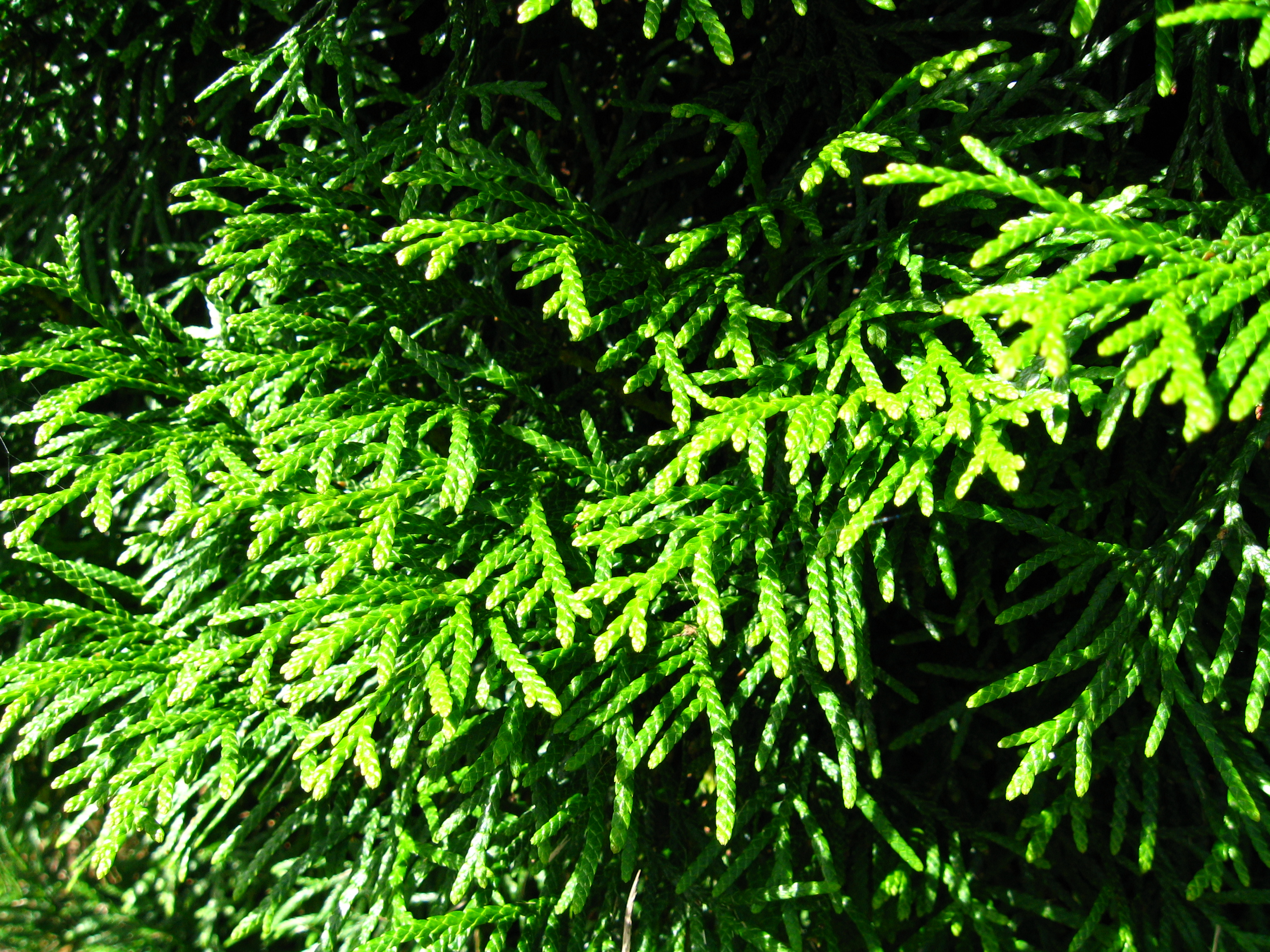
Побеги и листья Thuja occidentalis 'Smaragd'

Рекомендуется высаживать в местах освещённых солнцем, в тени или полутени. К почвам нетребовательна.
Зимостойка. Теневынослива. В Ленинградской области в отдельные годы крона повреждается высокой снеговой нагрузкой. В ранневесенний период повреждается солнечным ожогом. 
Зоны морозостойкости (USDA-зоны): от 2b до 8b.
Укореняется около 53 % черенков.
Рекомендуется для групповых и одиночных посадок, живых изгородей, посадки на кладбищах и в контейнерах. Расстояние между растениями в ряду 0,5—0,6 м.